# American Film
Als American Film bezeichnet man einen transparenten, nitrozellulose-basierten Zelluloidfilm. Er wurde 1891 von George Eastman entwickelt und von der Eastman Company, die 1881 als Eastman Dry Plate Company gegründet und 1889 in Eastman Company umbenannt worden war, hergestellt.

## Funktionsweise
Der American Film konnte 50 oder 100 Lichtbilder aufnehmen. Der Fotograf konnte den Filmstreifen nicht selbst wechseln, da er nicht kassettiert war und die Filmpatrone in ihrer noch heute verwendeten Form erst 1936 von der I.G. Farben entwickelt wurde.

## Geschichte
Eastman stellte erstmals 1891 (nach anderen Quellen: 1885 oder 1889) einen beschichteten Rollfilm auf Basis des von John Wesley Hyatt entwickeltes Celluloids vor, den so genannten American Film; diesen hatte er gemeinsam mit William Walker und Henry N. Reichenbach ab 1888 entwickelt. Eastmans American Film ist eine Weiterentwicklung des Stripping-Films von 1884, einem Papierfilm.
Rollfilm auf Zelluloid-Basis hatte jedoch bereits 1887 der Geistliche Hannibal Goodwin für Edison erfunden und patentiert. Es folgte ein Rechtsstreit, der sich bis 1898 hinzog; in der Zwischenzeit baute Eastman sein fotografisches Imperium auf.
Nach einem langjährigen Prioritätsstreit wurde Goodwin das US-Patent am 13. September 1898 als zu Recht bestehend zuerkannt; Eastman musste an Goodwin eine Entschädigung in Millionenhöhe zahlen, hatte in der Zwischenzeit jedoch die Fotoindustrie etabliert.
Das US-Patent für den American Film wurden am 30. März 1888 beantragt und am 4. September 1888 gewährt; das englische Patent stammt vom 9. Mai 1888.
Der leicht entflammbare Zelluloidfilm und damit auch Eastmans American Film wurde ab 1901 durch den schwer entflammbaren Sicherheitsfilm abgelöst.

## Bedeutung
Die häufig kolportierte Einschätzung, der American Film oder bereits der papierbasierte Stripping Film habe die Amateurfotografie ausgelöst, erweist sich bei näherer fotohistoriografischer Betrachtung als Legende; wie beispielsweise der Fotohistoriker Timm Starl nachweist, setzte die private Bildproduktion durch Amateurfotografen bereits deutlich früher ein. Auch die Behauptung, George Eastman habe den Rollfilm erfunden, erweist sich bei der wissenschaftlichen Betrachtung als durch das Marketing von Kodak lancierte Legende.